# Аранхуес
Аранхуес е град в Испания, разположен на 48 километра южно от Мадрид, при сливането на реките Тахо и Харама. При последното преброяване през 2011 г. населението му е около 55 000 души. В историческия център на града се намира дворецът, който от 2001 г. е включен в списъка на световното културно и природно наследство на ЮНЕСКО. Други известни забележителности са манастира „Сан Паскуал“ от 18 век, кралския театър на Карлос III, и арената за борба с бикове. Като културен град Аранхуес е и домакин на множество фестивали и карнавали. Един от тях е празникът, почитащ патрона на града Свети Фернандо, който се провежда на 15 май. Те, заедно с хотелиерството и туризма, са основна част от икономиката на града. Местният футболен отбор Реал Аранхуес е участник в най-ниското ниво на испанския футбол и играе мачовете си на „Ел Делейте“.